# Ярды (фильм)
«Ярды» (англ. The Yards) — криминальный триллер режиссёра Джеймса Грэя с Марком Уолбергом и Хоакином Фениксом в главных ролях. Слоган фильма — There’s nothing more dangerous than an innocent man.

## Сюжет
Лео Хэндлер (Марк Уолберг) выходит из тюрьмы, где он отбывал наказание за кражу автомобиля, которую он на самом деле не совершал. В поисках работы он обращается за помощью к своему дяде Фрэнку, начальнику одного из депо в Нью-Йоркском метро, и находит у него в штате место. Там же работает его старый друг Вилли (Хоакин Феникс), который занялся опасными делами. С его помощью Лео попадает в опасный мир мошенничества и больших денег. Теперь он знает слишком многое, но ошибается и становится мишенью. Ему нужно бежать, чтобы вывести Вилли и его компанию на чистую воду.

## В ролях
| Актёр         | Роль                 |
| ------------- | -------------------- |
| Марк Уолберг  | Лео Хэндлер          |
| Хоакин Феникс | Вилли Гутьеррес      |
| Шарлиз Терон  | Эрика Сольц          |
| Джеймс Каан   | Фрэнк Олчин          |
| Эллен Бёрстин | Вэл Хэндлер          |
| Фэй Данауэй   | Китти Олчин          |
| Стив Лоуренс  | Артур Муданик        |
| Виктор Арго   | Пол Лазаридис        |
| Томас Милиан  | Мануэль Секьера      |
| Дэвид Зейес   | офицер Джерри Рифкин |

## Награды и номинации

### Награды
- 2000 — приз Лучший актёр второго плана Хоакина Феникса на Национальном совете кинокритиков США[3].

### Номинации
- Режиссёр Джеймс Грэй был номинирован на Каннском кинофестивале в 2000-м году на приз Золотая пальмовая ветвь[4].